# Джонсон, Джин Бассетт
Джин Бассетт Джонсон (исп. Jean Bassett Johnson; 7 сентября 1915 — 4 апреля 1944) — американский антрополог и лингвист, проводивший полевые исследования в Мексике в 1930-х и начале 1940-х годов. Он был докторантом Калифорнийского университета в Беркли, учеником Альфреда Крёбера и Роберта Лоуи. Изучая мексиканский шаманизм, первым задокуменировал обряды коренных народов Мексики, сопровождавшие употребление галлюциногенных психоделических культур: некоторых псилоцибиновых грибов и шалфея предсказателей. Погиб, сражаясь против фашизма во Второй мировой войне. 

## Жизнь и карьера
Джонсон проводил полевые исследования среди чинантеков и масатеков в Оахаке, науатлей в Халиско и Колиме, а также яки, варохио, пима и опата в Соноре. В 1939—1940 годах под руководством Морриса Сводеша Джонсон провел исследование языка яки, опубликованное посмертно.
В июле 1938 года в Уаутла-де-Хименес он с женой и коллегой, антропологом Ирмгард Вайтланер-Джонсон, наряду с Бернардом Беваном и Луизой Лако, были одними из первых посторонних, помимо Роберта Дж. Вайтланера (1936), кто стали свидетелями и записали церемонию исцеления масатеков, на которой употреблялись галлюциногенные псилоцибиновые грибы (теонанакатль). В ходе своего исследования практик исцеления масатеков Джонсон также зафиксировал использование другого галлюциногена, «hierba Maria», теперь известного как шалфей предсказателей (Salvia divinorum).
Исследования Джонсона были прерваны Второй мировой войной. В 1942 году он поступил на службу в резерв ВМС США и погиб в Тунисе в 1944 году.

## Избранные труды

### Статьи
- Johnson, Jean Bassett. The Elements of Mazatec Witchcraft. Gothenburg, Sweden: Ethnological Studies, No. 9.
- Johnson, Jean Bassett. Some notes on the Mazatec. Mexico DF: Revista Mexicana de Estudios Antropologicos, Vol 3, no. 2.

### Книги
- Johnson, Jean Bassett. El Idioma Yaqui ["The Yaqui Language"]. — Mexico DF : Instituto Nacional de Antropologia e Historia, 1962. (опубликовано посмертно)

## Дальнейшее чтение
- Davis, Wade. One River: Explorations and Discoveries in the Amazon Rain Forest. — New York : Simon & Schuster, 1996. — ISBN 0-684-80886-2.